# Чемпионат Тульской области по футболу
Чемпионат Тульской области по футболу — футбольный турнир, проводимый Тульской областной федерацией футбола и объединяющий любительские футбольные клубы Тулы и Тульской области. До 2012 года чемпионат проводился по системе лиги из 12 команд. С 2012 года турнир проводится в два круга. Команды делятся на три группы по девять команд. По итогам группового этапа разыгрываются турниры за 1—9, 10—18 и 19—25 места (две худшие команды вылетают до турниров за места). С 2013 года чемпионат снова проводится по системе лиги из 14 клубов.
Также проводятся соревнования на Кубок Тульской области по футболу.

## Призёры с 1992 года
Ниже представлена таблица призёров и финалистов
| Сезон | Чемпион                   | 2-е место                 | 3-е место                   |
| ----- | ------------------------- | ------------------------- | --------------------------- |
| 1992  | Гефес Болохово            | Торпедо Тула              | Штамп Тула                  |
| 1993  | Металл Тула               | Торпедо Тула              | Кировец Тула                |
| 1994  | КЖИ-480 Алексин           | Кристалл Плавск           | Металл Тула                 |
| 1995  | Металл Тула               | Кристалл Плавск           | КЖИ-480 Алексин             |
| 1996  | Левша Плавск              | КЖИ-480 Алексин           | Дорожник Кимовск            |
| 1997  | Дорожник (Кимовск)        | Гидроспецстрой (Тула)     | КЖИ-480 (Алексин)           |
| 1998  | Дорожник (Кимовск)        | Левша (Плавск)            | 480-КЖИ (Алексин)           |
| 1999  | 480-КЖИ (Алексин)         | Металл (Тула)             | Энергия (Товарковский)      |
| 2000  | 480-КЖИ (Алексин)         | Дорожник (Кимовск)        | Металл (Тула)               |
| 2001  | 480-КЖИ (Алексин)         | Дорожник (Кимовск)        | Левша (Плавск)              |
| 2002  | 480-КЖИ (Алексин)         | Гидроспецстрой (Тула)     | Левша (Плавск)              |
| 2003  | Гидроспецстрой (Тула)     | 480-КЖИ (Алексин)         | Левша (Плавск)              |
| 2004  | Левша (Плавск)            | Гидроспецстрой (Тула)     | 480-КЖИ (Алексин)           |
| 2005  | 480-КЖИ (Алексин)         | Левша (Плавск)            | Гидроспецстрой (Тула)       |
| 2006  | Машиностроитель (Тула)    | ФК Алексин-Химик          | Гидроспецстрой (Тула)       |
| 2007  | Гидроспецстрой (Тула)     | Машиностроитель (Тула)    | Шахтёр (Киреевский район)   |
| 2008  | Шахтёр (Киреевский район) | Машиностроитель (Тула)    | Спецстройзащита (Тула)      |
| 2009  | Гидроспецстрой (Тула)     | Центргаз (Тула)           | ФК Алексин-Химик            |
| 2010  | Сфера (Тула)              | ФК Алексин-Пума           | Машиностроитель (Тула)      |
| 2011  | Спецстройзащита (Тула)    | ФК Алексин-Пума           | Машиностроитель (Тула)      |
| 2012  | ФК Алексин                | ФК Тула                   | Спецстройзащита-Дуэт (Тула) |
| 2013  | ФК Алексин                | Шахтёр (Киреевский район) | Машиностроитель (Тула)      |
| 2014  | ФК Алексин                | Машиностроитель (Тула)    | Шахтёр (Киреевский район)   |
| 2015  | Химик-2 (Новомосковск)    | ФК Алексин                | Машиностроитель (Тула)      |
| 2016  | Химик (Новомосковск)      | ФК Алексин                | Шахтёр (Бородинский)        |
| 2017  | Шахтёр (Бородинский)      | Машиностроитель (Тула)    | ФК Алексин                  |
| 2018  | Шахтёр (Бородинский)      | ФК Алексин                | Машиностроитель (Тула)      |
| 2019  | Шахтёр (Бородинский)      | Химик-М (Новомосковск)    | ГидроСпецСтрой (Тула)       |
| 2020  | Химик-М (Новомосковск)    | ФК Алексин                | Шахтер (Бородинский)        |
| 2021  | Химик (Новомосковск)      | ГидроСпецСтрой (Тула)     | ФК Алексин                  |
| 2022  | Химик (Новомосковск)      | Аэрозоль (Новомосковск)   | ФК Алексин                  |
| 2022  | Химик (Новомосковск)      | Аэрозоль (Новомосковск)   | ГидроСпецСтрой (Тула)       |
| 2024  | Химик (Новомосковск)      | Аэрозоль (Новомосковск)   | Возрождение (Кимовск)       |